# Phasianema phycophyllum
Phasianema phycophyllum is een slakkensoort uit de familie van de Pyramidellidae. De wetenschappelijke naam van de soort is voor het eerst geldig gepubliceerd in 1967 door Golikov & Kussakin in Golikov & Scarlato.